# 링컨 시티 FC

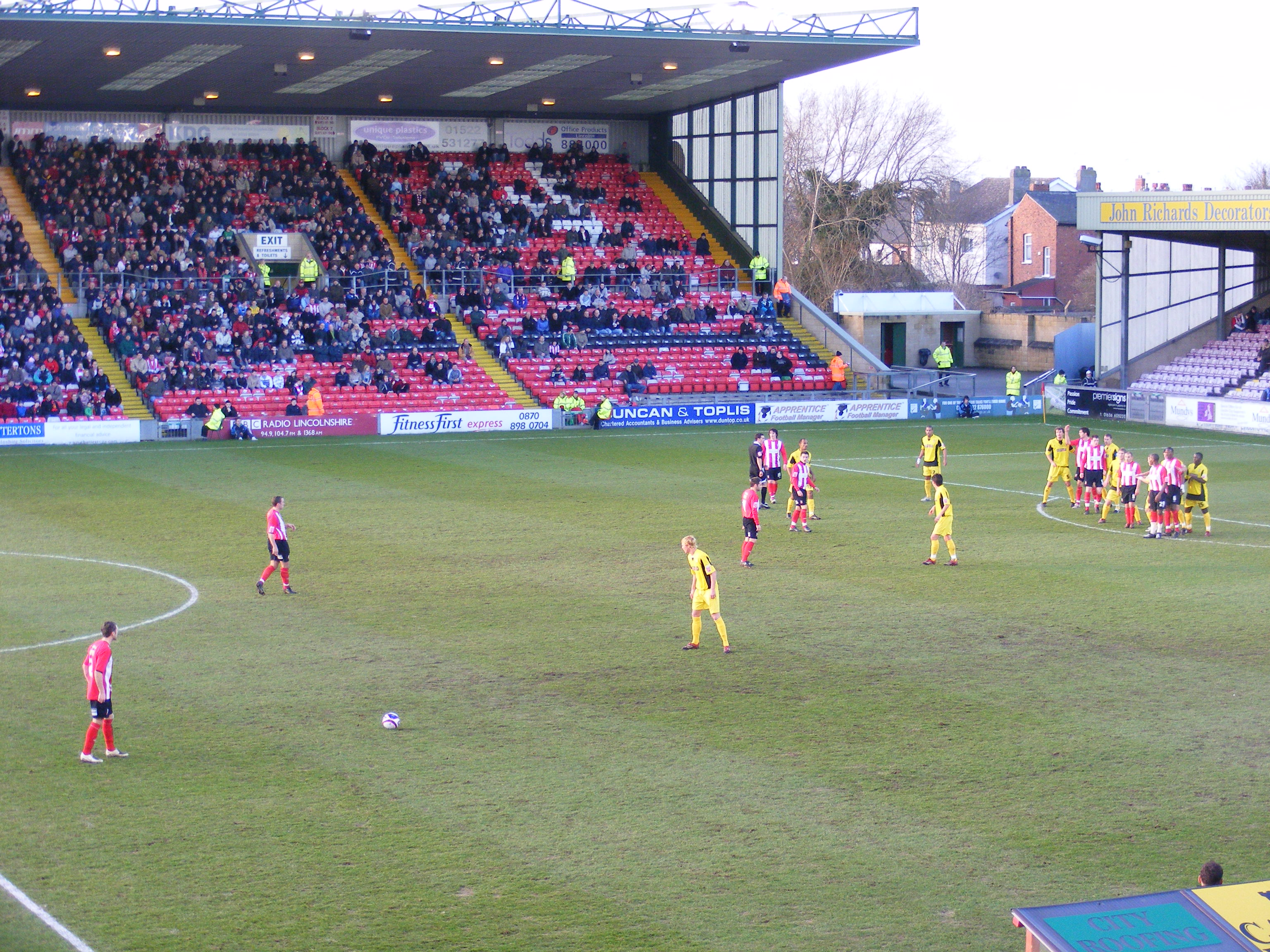

링컨 시티 FC(Lincoln City F.C.)는 잉글랜드의 축구 클럽으로, 링컨셔주 링컨을 연고지로 한다. 구단의 엠블럼과 더불어 별칭으로 불리는 임프는 링컨 대성당내의 그로테스크로 링컨시의 상징이 된 링컨 임프에서 유래되었다.
2016-17 FA컵 8강에 올라 팀으로써는 창단 133년만에, FA컵 역사로는 퀸즈 파크 레인저스 FC가 아마추어팀이던 당시 1914년 FA컵 8강에 진출한 이후 103년 만에 아마추어 팀이 8강에 올랐으나 8강에서 아스날 FC에 5:0으로 패해 탈락했다.

## 역대성적
- 콘퍼런스 내셔널/ 내셔널리그 (우승2회) 1987-88, 2016-17
- FA컵 8강 (2016-17)
- 디비전 4/EFL 리그 투(우승2회) 1975-76, 2018-19

## 선수 명단

### 현역
참고: FIFA 자격 규정에 따라 소속된 국가대표팀 국기를 표시합니다. 선수는 복수의 FIFA 비회원국 국적을 가지고 있을 수 있습니다.
| 번호 | 포지션 | 국적         | 이름                 |
| ---- | ------ | ------------ | -------------------- |
| 6    | MF     | 스코틀랜드   | 에단 에하혼          |
| 7    | FW     | 세인트루시아 | 리코 해킷 페어차일드 |
| 18   | FW     | 스코틀랜드   | 벤 하우스            |

| 번호 | 포지션 | 국적     | 이름        |
| ---- | ------ | -------- | ----------- |
| 19   | FW     | 잉글랜드 | 타일러 워커 |

## 역대 감독
| 감독            | 임기        |
| --------------- | ----------- |
| 제임스 웨스트   | 1897 ~ 1900 |
| 마이클 스쿠발라 | 2023 ~      |